# Carreño
Carreño település Spanyolországban, Asztúria autonóm közösségben. Carreño Corvera de Asturias, Gijón és Gozón községekkel határos. Lakosainak száma 10 256 fő (2024).

## Népesség
A település népessége az utóbbi években az alábbiak szerint változott:
| Lakosok száma | 10 567 | 10 435 | 10 826 | 10 936 | 10 967 | 10 700 | 10 545 | 10 337 | 10 226 | 10 256 |
|               | 2001   | 2004   | 2007   | 2009   | 2012   | 2014   | 2017   | 2019   | 2022   | 2024   |